# Trstenik (wyspa)
Trstenik – bezludna wyspa w Chorwacji, na Morzu Adriatyckim, w środkowej części zatoki Kvarnerić; część archipelagu Kvarner.
Leży na wschód od wyspy Cres. Zajmuje powierzchnię 0,34 km². Jej wymiary to 1,3 × 0,3 km. Jest zbudowana z wapienia. Po wschodniej stronie wyspy znajdują się zatoki Jezerce i Pristanište. Na Trsteniku funkcjonuje latarnia morska.